# Cevaeria
Cevaeria is een kevergeslacht uit de familie van de boktorren (Cerambycidae). De wetenschappelijke naam van het geslacht werd voor het eerst geldig gepubliceerd in 2004 door Tavakilian.

## Soorten
Cevaeria is monotypisch en omvat slechts de volgende soort:
- Cevaeria estebani Tavakilian, 2004